# Жак Барро
Жак Барро́ (фр. Jacques Barrot; 3 лютого 1937 — 3 грудня 2014) — французький політик. Єврокомісар з юстиції (2008—2010), єврокомісар з транспорту (2004—2008), єврокомісар з регіональної політики (2004). Він також був віце-головою Європейської комісії. Раніше він займав різні міністерські посади у Франції, є членом правого крила політичної партії «Союз за народний рух».
Вивчав право і соціологію в Інституті політичних досліджень, Париж.
Барро помер 3 грудня 2014 року в паризькому метро.